# ボルゴ・パーチェ
ボルゴ・パーチェ（伊: Borgo Pace）は、イタリア共和国マルケ州ペーザロ・エ・ウルビーノ県にある、人口約500人の基礎自治体（コムーネ）。

## 地理

### 位置・広がり
ペーザロ・エ・ウルビーノ県西部のコムーネ。ウルビーノから西南西へ29km、ペーザロから西南西へ57kmの距離にある。

#### 隣接コムーネ
隣接するコムーネは以下の通り。括弧内のARはアレッツォ県、PGはペルージャ県所属を示す。
- バディーア・テダルダ (AR)
- カルペーニャ
- メルカテッロ・スル・メタウロ
- サン・ジュスティーノ (PG)
- サンセポルクロ (AR)
- セスティーノ (AR)

### 気候分類・地震分類
ボルゴ・パーチェにおけるイタリアの気候分類 (it) および度日は、zona E, 2523 GGである。
また、イタリアの地震リスク階級 (it) では、zona 2 (sismicità media) に分類される。

## 行政

### 分離集落
ボルゴ・パーチェには、以下の分離集落（フラツィオーネ）がある。
- Lamoli, Parchiule, Sompiano